# Orimarga sarophorodes
Orimarga sarophorodes är en tvåvingeart som beskrevs av Alexander 1979. Orimarga sarophorodes ingår i släktet Orimarga och familjen småharkrankar.
Artens utbredningsområde är Komorerna. Inga underarter finns listade i Catalogue of Life.